# プリペア・ザイセルフ・トゥ・ディール・ウィズ・ア・ミラクル
『プリペア・ザイセルフ・トゥ・ディール・ウィズ・ア・ミラクル』（Prepare Thyself to Deal with a Miracle）は、アメリカ合衆国のジャズ・ミュージシャン、ローランド・カークが1973年にアトランティック・レコードから発表したスタジオ・アルバム。

## 解説
カークは21分に及ぶ「サクソフォン・コンチェルト」において、循環呼吸を駆使し一度も息継ぎをせずに演奏を続けている。
『ビルボード』のジャズ・アルバム・チャートでは37位に達した。Thom Jurekはオールミュージックにおいて5点満点中4点を付け「アルバムの最初の3曲も美しいが、カークがジャズ界において作曲家としても革新者としても自身の足跡を残したと言えるのが、締め括りに当たる21分半の"Saxophone Concerto"だ」と評している。

## 収録曲
全曲ともローランド・カーク作。
1. サルヴェイション・アンド・レミニシング - "Salvation and Reminiscing" - 5:17
2. シーズンズ - "Seasons" - 10:34
  - a) "One Mind Winter/Summer"
  - b) " Ninth Ghost "
3. セレスティアル・ブリス - "Celestial Bliss" - 5:48
4. サクソフォン・コンチェルト - "Saxophone Concerto" - 21:31
  - a) "Saxophone Miracle"
  - b) "One Breath Beyond"
  - c ) "Dance of Revolution"

## 参加ミュージシャン
- ローランド・カーク - クラリネット(on #1)、フルート(on #2)、ノーズ・フルート(on #2)、ベイビー・Eフラット・サクソフォーン(on #3)、ブラック・ミステリー・パイプ(on #3)、テナー・サクソフォーン(on #4)、ストリングス・アレンジ
- ロン・バートン - ピアノ
- ヘンリー・ピアソン - ベース
- ロバート・シャイ - ドラムス
- ラルフ・マクドナルド - パーカッション
- ソニー・ブラウン - パーカッション
- ディック・グリフィン - ストリングス指揮(on #1)、トロンボーン
- チャールズ・マギー - トランペット
- ハリー・スマイルズ - イングリッシュ・ホルン、オーボエ
- セルウォート・クラーク、サンフォード・アレン、ジュリアン・バーバー、ゲイル・ディクソン - ヴァイオリン
- アル・ブラウン - ヴィオラ
- カーミット・ムーア - チェロ
- ジーン・リー - バックグラウンド・ボーカル(on #1, #3, #4)
- ディー・ディー・ブリッジウォーター - バックグラウンド・ボーカル(on #1, #3)